# Chaetonaevia nannfeldtii
Chaetonaevia nannfeldtii är en svampart som beskrevs av Arx 1951. Chaetonaevia nannfeldtii ingår i släktet Chaetonaevia och familjen Dermateaceae.  Arten är reproducerande i Sverige. Inga underarter finns listade i Catalogue of Life.